# Leptopelis argenteus
Leptopelis argenteus är en groddjursart som först beskrevs av Pfeffer 1893.  Leptopelis argenteus ingår i släktet Leptopelis och familjen Arthroleptidae. IUCN kategoriserar arten globalt som livskraftig. Inga underarter finns listade i Catalogue of Life.